# Sylwia Juśkiewicz
Sylwia Juśkiewicz (ur. 30 września 1994 w Łodzi) – polska zawodniczka mieszanych sztuk walki (MMA) oraz kick-bokserka. Podczas swojej kariery walczyła dla takich organizacji jak PLMMA, Rizin FF oraz KSW. 

## Lista walk w MMA

### Zawodowe
| Wynik     | Bilans | Przeciwnik (bilans przed walką) | Rozstrzygnięcie                   | Runda | Czas | Rozgrywki                                               | Data       | Miejsce         | Uwagi                                                                                    |
| --------- | ------ | ------------------------------- | --------------------------------- | ----- | ---- | ------------------------------------------------------- | ---------- | --------------- | ---------------------------------------------------------------------------------------- |
| Wygrana   | 10-6   | Karolina Owczarz (3-1)          | Decyzja (jednogłośna)             | 3     | 5:00 | KSW 64: Przybysz vs. Santos                             | 23.10.2021 | Łódź            | Limit umowny -56 kg.                                                                     |
| Przegrana | 9-6    | Karolina Wójcik (6-2)           | Decyzja (jednogłośna)             | 3     | 5:00 | KSW 55: Askham vs. Khalidov 2                           | 10.10.2020 | Łódź            | Debiut w KSW.                                                                            |
| Wygrana   | 9-5    | Alyssa Krahn (4-2)              | Decyzja (niejednogłośna)          | 3     | 5:00 | TKO 43: Barriault vs. Kornberger                        | 04.05.2018 | Quebec          |                                                                                          |
| Wygrana   | 8-5    | Yulia Sachkov (0-2)             | TKO (kopnięcia i ciosy pięściami) | 2     | 3:26 | Ladies Fight Night 8: Double Trouble 2                  | 16.12.2017 | Łódź            |                                                                                          |
| Przegrana | 7-5    | Kanna Asakura (8-2)             | Decyzja (jednogłośna)             | 3     | 5:00 | RIZIN FIGHTING WORLD GRAND PRIX 2017 Autumn: Aki no Jin | 15.10.2017 | Fukuoka         | Debiut w Rizin FF. Pierwsza runda Rizin Fighting World Grand Prix 2017 w wadze atomowej. |
| Wygrana   | 7-4    | Manoela Matos (2-0)             | TKO (kopnięcia i ciosy pięściami) | 3     | 4:08 | Ladies Fight Night 6: IRA                               | 26.08.2017 | Rawa Mazowiecka |                                                                                          |
| Wygrana   | 6-4    | Ludmila Pylypchak (2-4)         | Decyzja (jednogłośna)             | 3     | 5:00 | Ladies Fight Night 5: Five Points                       | 08.04.2017 | Poznań          |                                                                                          |
| Wygrana   | 5-4    | Alice Ardelean (3-2)            | Decyzja (jednogłośna)             | 3     | 5:00 | Ladies Fight Night 1: Hilton Edition                    | 18.12.2015 | Łódź            |                                                                                          |
| Wygrana   | 4-4    | Klaudia Pawicka (0-0)           | TKO (ciosy pięściami)             | 2     | 2:50 | IFN 1: Let's Begin                                      | 24.10.2015 | Częstochowa     |                                                                                          |
| Wygrana   | 3-4    | Katarzyna Urban (0-1)           | TKO (ciosy pięściami)             | 2     | 1:13 | MMA Crank 01                                            | 25.04.2015 | Sieradz         |                                                                                          |
| Przegrana | 2-4    | Vuokko Katainen (0-1)           | Decyzja (jednogłośna)             | 2     | 5:00 | Lappeenranta Fight Night 9                              | 19.10.2013 | Kuopio          |                                                                                          |
| Przegrana | 2-3    | Lena Tkhorevska (1-0)           | Poddanie (duszenie zza pleców)    | 1     | 2:19 | PLMMA 21                                                | 21.09.2013 | Bieżuń          |                                                                                          |
| Przegrana | 2-2    | Lina Eklund (2-1)               | Decyzja (jednogłośna)             | 3     | 5:00 | IRFA 4                                                  | 09.03.2013 | Solna           |                                                                                          |
| Wygrana   | 2-1    | Eva Liskova (0-1-1)             | KO (ciosy kolanami)               | 2     | 4:40 | GCF 18: Destiny                                         | 02.12.2012 | Praga           |                                                                                          |
| Wygrana   | 1-1    | Klaudia Apenit (0-0)            | TKO (przerwanie przez lekarza)    | 2     | 0:40 | Battle in the Cage: Young Blood                         | 09.11.2012 | Słupsk          |                                                                                          |
| Przegrana | 1-0    | Joanna Jędrzejczyk (0-0)        | Decyzja (jednogłośna)             | 2     | 5:00 | Szczerek Fight Team – MMA Fight Night 1: Diva Spa       | 19.05.2012 | Kołobrzeg       |                                                                                          |

### Amatorska
| Wynik | Bilans | Przeciwnik (bilans przed walką) | Rozstrzygnięcie | Runda | Czas | Rozgrywki                  | Data       | Miejsce | Uwagi                |
| ----- | ------ | ------------------------------- | --------------- | ----- | ---- | -------------------------- | ---------- | ------- | -------------------- |
| Remis | 0-0-1  | Katarzyna Lubońska (0-0)        | Remis           | 2     | 5:00 | XFS – Night of Champions 5 | 20.10.2012 | Poznań  | Limit umowny -56 kg. |

## Lista walk w kick-boxingu
| Wynik     | Bilans | Przeciwnik         | Rozstrzygnięcie          | Runda | Czas | Rozgrywki                              | Data       | Miejsce   | Uwagi                                                                        |
| --------- | ------ | ------------------ | ------------------------ | ----- | ---- | -------------------------------------- | ---------- | --------- | ---------------------------------------------------------------------------- |
| Wygrana   | 4-2    | Magdalena Mróz     | Decyzja (jednogłośna)    | 3     | 3:00 | Ladies Fight Night 3: The FeMMAgeddon  | 10.09.2016 | Warszawa  |                                                                              |
| Wygrana   | 3-2    | Magdalena Kasprzyk | Decyzja (jednogłośna)    | 3     | 3:00 | Ladies Fight Night 2: That’s All Folks | 01.04.2016 | Łódź      |                                                                              |
| Przegrana | 2-2    | Anissa Meksen      | Decyzja (jednogłośna)    | 3     | 3:00 | Venum Victory World Series 3           | 22.08.2015 | Debreczyn | Walka o pas mistrzowski Venum Victory World Series w umownym limicie -54 kg. |
| Przegrana | 2-1    | Sam Brown          | Decyzja                  | ?     | ?    | Enfusion: Ireland vs. Poland           | 16.05.2015 | Dublin    |                                                                              |
| Wygrana   | 2-0    | Ołena Owczynnikowa | Decyzja (niejednogłośna) | 3     | 3:00 | FEN 3: The War is Coming               | 28.06.2014 | Wrocław   |                                                                              |
| Wygrana   | 1-0    | Marta Chojnowska   | Decyzja (jednogłośna)    | 3     | 3:00 | FEN 2: Bartnik vs. Dembler             | 08.03.2014 | Wrocław   |                                                                              |